# Ветрогонский, Владимир Александрович
Влади́мир Алекса́ндрович Ветрого́нский (25 ноября 1923 — 20 февраля 2002) — советский и российский художник, профессор Института живописи, скульптуры и архитектуры имени И. Е. Репина, Народный художник РСФСР (1982), действительный член Академии художеств СССР (1988), кандидат искусствоведения (1955), член Союза художников России (1952). Член Союза журналистов России (1969).

## Биография

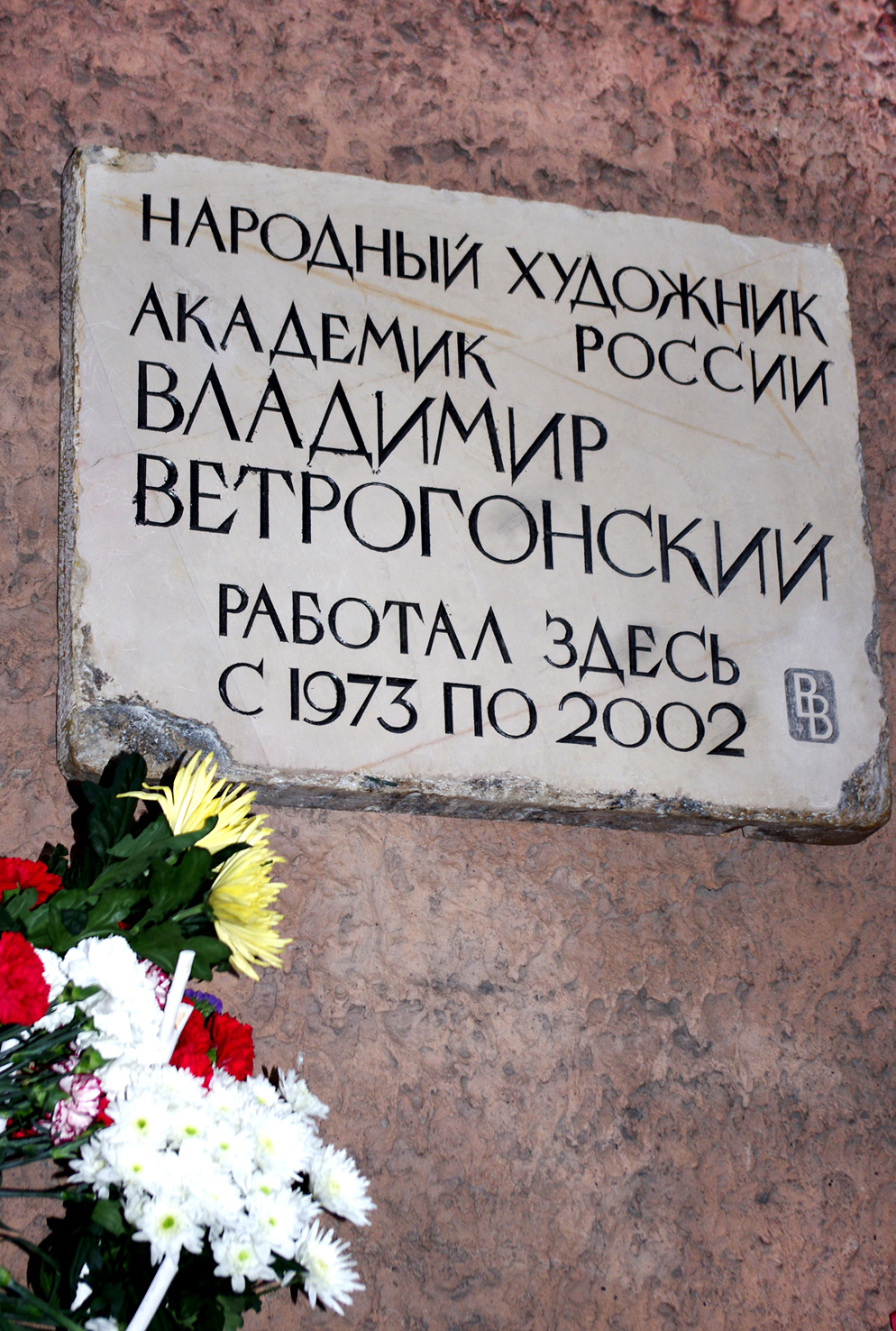
Мемориальная доска на мастерской В. А. Ветрогонского.
23 ноября 2013 г.

Владимир Ветрогонский родился в Петрограде в 1923 году, но детство провёл на хуторе вблизи деревни Пухтаево Вологодской области, на родине отца.
В 1939 году в пятнадцать лет уехал в Ленинград, где поступил в третий специальный класс средней художественной школы при Всероссийской Академии художеств. Его педагогами были В. А. Горб и Л. Ф. Овсянников. В годы Великой Отечественной войны, по окончании школы, ушёл добровольцем на фронт. Служил в стрелковом полку в составе аварийно-восстановительного батальона. Прошёл боевой путь от Волхова до Эльбы. За боевые заслуги награждён орденами и медалями.
С 1946 по 1951 год учился на графическом факультете Института живописи, скульптуры и архитектуры имени И. Е. Репина в мастерской профессора А. Ф. Пахомова, а также у М. А. Таранова. Дипломная работа — серия графических листов «Жизнь и деятельность С. М. Кирова» (соус, уголь). Присвоена квалификация художника-графика". После окончания института обучался в аспирантуре, по завершении которой защитил кандидатскую диссертацию. Участник художественных выставок с 1951 года. С 1952 года преподавал на графическом факультете Института им. И. Е. Репина, пройдя путь от ассистента до профессора.
В 1952 году был принят в Союз художников СССР. С 1973 года — декан графического факультета Института им. И. Е. Репина. Явился инициатором проведения игравших важную роль в профессиональной подготовке летних выездных художественных практик студентов института в Пушкинских Горах Псковской области, на Череповецком металлургическом комбинате, в окрестностях города Боровичи Новгородской области. В 1969 году принят в Союз журналистов СССР. Воспоминания Владимира Ветрогонского о радиожурналисте Матвее Фролове вошли в книгу «Вольный сын эфира», изданную Санкт-Петербургским Союзом журналистов.
Иллюстрировал и оформлял книги для издательств Детгиз, Лениздат, Советский писатель и др. С 1956 года создавал рисунки для журнала Нева (Ленинград).

## Творчество
Во время многочисленных поездок по Советскому Союзу и за рубеж В. А. Ветрогонский не расставался с альбомами, где появлялись не только путевые зарисовки, но и записи увиденного, мысли и впечатления. Художник работал в различных жанрах изобразительного искусства: в пейзаже, в портрете, книжной графике, сюжетно-тематической станковой композиции, создав обширную галерею произведений, повествующих о людях труда — железнодорожниках, речниках, сталеварах. Его многочисленные рисунки, акварели, литографии, линогравюры, в том числе и цветные, воссоздавали архитектурный облик городов, красоту природы России, других стран. Работы «На улицах Дакки», «Бенгальские юноши», «Рим», «Бенгалия» «Венеция», «Сиена», «Райпур», «Бангладеш» стали успешным итогом этих поездок. Автор станковых серий: «Заводские будни» (цветная линогравюра, литография; 1955-57 годы), удостоенной золотой медали на выставке к VI Всемирному фестивалю молодёжи и студентов в Москве (1957), «На берегах Чудского озера» (акварель, графитный карандаш; 1955) «Пушкинские места» (акварель, графитный карандаш, 1956), «По дорогам Болгарии» (акварель, графитный карандаш, литография; 1960), «Париж» (акварель, графитный карандаш, литография; 1961), «Северная Магнитка» (цветная линогравюра; 1959—1968) и др.

«…возвращаюсь к произведениям художника с их изысканной партитурой света и цвета, мелодией стремительных или тающих линий. В них энергия и нежность, романтическая озаренность. В них чувствуется открытость миру, способность сопереживать».
— Анатолий Дмитренко, заслуженный работник культуры РФ, кандидат искусствоведения. 
Санкт-Петербург, 31 марта 2002
Произведения В. А. Ветрогонского неоднократно экспонировались в различных городах Советского Союза, а также на зарубежных выставках в Варшаве (1955), Лондоне (1957, Париже (1962) и др. Работы художника хранятся в Государственной Третьяковской галерее, Государственном музее изобразительных искусств имени А. С. Пушкина, Сосновоборском художественном музее современного искусства, Музее Великой Октябрьской социалистической революции (ныне Музей политической истории России в Санкт-Петербурге), в ряде других музеев и частных коллекций.

## Звания
- Заслуженный художник РСФСР (1965)
- Член-корреспондент Академии художеств СССР (1975)
- Профессор, руководитель творческой мастерской (1976)
- Народный художник РСФСР (1982)
- Почётный гражданин Череповца (1983)[10].
- Действительный член Академии художеств СССР (1988)

## Награды
- Орден Отечественной войны II степени(1985)[11]
- Золотая медаль выставки к VI Всемирному фестивалю молодёжи и студентов в Москве (1957)
- Орден «Кирилл и Мефодий» II степени Болгарской Народной Республики (1970)
- Серебряная медаль Академии художеств СССР (1975)
- Золотая медаль Российской академии художеств (2000)
- Орден Дружбы народов (6 мая 1994) — за большой вклад в развитие изобразительного искусства и плодотворную педагогическую деятельность
- Орден Почёта (1999)